# Lepturus
Lepturus és un gènere de plantes de la subfamília de les cloridòidies, família de les poàcies, ordre de les poals, subclasse de les commelínides, classe de les liliòpsides, divisió dels magnoliofitins.

## Taxonomia
- L. olanderi Thurb.
- L. gasparricensis Fosberg